# Kamen Rider Den-O
Kamen Rider Den-O (仮面ライダー電王, Kamen Raidā Den'ō, Masked Rider Den-O) est une série télévisée japonaise de type Tokusatsu. Elle est la dix-septième série de la franchise Kamen Rider. Coproduite par la Toei et les productions Ishinomori, diffusée entre le 28 janvier 2007 et le 20 janvier 2008 sur TV Asahi, elle compte 49 épisodes, de nombreux films (dont le dernier date du 14 août 2020) et deux saisons de courts métrages en dessins animés en raison de sa popularité. Elle sera suivie par Kamen Rider Kiva.

## Histoire
C'est l'histoire d'un jeune homme, Nogami Ryotaro, vivant avec sa sœur, Airi Nogami, qui veille sur lui. Il est maladroit et malchanceux, mais un jour après une bagarre contre un groupe de jeune voyous, il découvre un étrange Pass qui lui permet d'ouvrir une porte vers une dimension pleine de sable (appelée "Les flos du temps") où passe un train, le "Den-Liner". Il se fera posséder par des entités appelée "Imagin" (créatures qui viennent du futur), principalement Momotaros. Il rencontrera après cela une jeune femme du nom de Hana, à qui appartient le "Den-Pass". Celle-ci remarquera une compatibilité entre Ryotaro et Momotaros, ce qui donnera naissance à Kamen Rider Den-O. Par la suite, ils seront rejoints par d'autres Imajins (Urataros, Kintaros, Ryutaros et exceptionnellement Sieg) qui donneront à Kamen Rider Den-O de nouveaux pouvoirs. Il aura aussi comme allié un certain Sakurai Yuto, connu sous le nom de Kamen Rider Zeronos (il est le fiancé de la sœur de Ryotaro, "Sakurai-san" du passé), accompagné de son Imagin, Deneb, pour combattre les autres Imagins.

## Riders
Les riders de la série sont :
- Kamen Rider Den-O
- Kamen Rider Zeronos

Les riders exclusifs aux films sont :
- Kamen Rider Den-O, le Film : Je, Naîtrai ! (2007)
  - Kamen Rider Gaoh (Gaoh apparaît rapidement dans la série pour promouvoir le film)
  - Kamen Rider Mini Den-O (forme de Den-O)
- Kamen Rider Den-O & Kiva, le Film : Climax Flic (2008)
  - Kamen Rider Nega Den-O
  - Kamen Rider Kiva (Kamen Rider Den-O)
- Adieu Kamen Rider Den-O, le Film : Final Countdown (2008)
  - Kamen Rider Yuuki
  - Kamen Rider NEW Den-O
- Cho-Kamen Rider Den-O & Decade NEO Generations, le Film : Le Navire de Guerre d'Onigashima (2009)
  - Kamen Rider Decade (Kamen Rider Den-O)
  - Kamen Rider Diend (Kamen Rider Den-O)
  - Goldra
  - Silvra
  - Kamen Rider Den-O Cho Climax Form (forme de Den-O)
  - Kamen Rider NEW Den-O Vega Form (forme de NEW Den-O)
  - Autres Riders possédés par des Imagin
    - Kamen Rider G3 (KamenRide de Diend, possédé par Urataros)
    - Kamen Rider Caucasus (KamenRide de Diend, possédé par Kintaros)
    - Kamen Rider Ouja (KamenRide de Diend, possédé par Ryutaros)
- Kamen Rider × Kamen Rider × Kamen Rider, THE MOVIE : Cho-Den-O Trilogy (2010)
  - EPISODE YELLOW : Trésor DE End Pirates
    - Kamen Rider G Den-O
    - Kamen Rider Diend Complete Form (forme de Diend de Kamen Rider Decade)
- Kamen Rider Den-O : Pretty Den-O apparaît !
  - Kamen Rider Pretty Den-O (forme de Den-O)
  - Kamen Rider BLACK RX (Pretty Den-O apparaît !)